# Kaya (święty gaj)
Kaya – święty gaj afrykańskiego ludu Mijikenda. Gaje te rozsiane są wzdłuż kenijskiego wybrzeża Oceanu Indyjskiego, w pasie długości około 200 km. Znajdują się w nich liczne ufortyfikowane wioski (również zwane kaya), z których najstarsze powstały w XVI wieku. Do lat 40. XX wieku były zamieszkane przez plemiona Mijikenda, obecnie uważane są przez ich członków za siedzibę przodków i czczone są jako święte miejsca. 
W 2008 roku 11 świętych gajów kaya zostało wpisanych na listę światowego dziedzictwa UNESCO.